# Pašman (miejscowość)
Pašman – wieś w Chorwacji, w żupanii zadarskiej, w gminie Pašman. W 2011 roku liczyła 392 mieszkańców.